# Route magistrale 40 (Serbie)
Pour les articles homonymes, voir M40 et Route 40.
La Route Magistrale 40 (en serbe : Државни пут ІВ реда број 40, Državni put IB reda broj 40 ; Магистрала број 40, Magistrala broj 40) est une route nationale de Serbie qui relie entre elles la ville serbe de Vladičin Han passant par Surdulica jusqu'à la Frontière serbo-bulgare.
À ce jour, elle ne comporte aucune section autoroutière (Voie Rapide en 2 x 2 voies).